# Tono (literatura)
- Wikcionario  tiene definiciones y otra información sobre tono.

Tono en técnica literaria, es aquella parte que acompaña las actitudes hacia el sujeto y hacia la audiencia en una obra literaria. El tono puede ser formal, informal, íntimo, solemne, sombrío, activo, serio, irónico, condescendiente, popular, amoroso, de odio y todo aquello que tiene que ver con la actitud de la voz del narrador en la obra.

## Usos
Recurso creado para transmitir la emoción que se debe sentir al leer un texto .
Sin tono, una pieza literaria se presentaría sin emociones y tendría el aspecto de un documento oficial. En literatura, existe una voz que narra los acontecimientos y dicha voz adquiere diferentes tonos que son claves para comprender la obra, e incluso entenderla desde el punto de vista del autor o de los personajes.
En muchos casos, el tono literario puede presentar evoluciones dentro de la obra. 
Los elementos que constituyen el tono literario son los siguientes:
El tono se utiliza con frecuencia en poesía para alcanzar sentimientos y/o emociones hacia la obra. Sin embargo, en literatura el tono se distingue de los sentimientos y sensaciones.

## Escala tonal
En literatura se puede hablar de la escala tonal. Se trata de aquellos tonos que pasan por ejemplo de lo depresivo a lo alegre. Incluye también los tonos irónicos. Estos ayudan a determinar los sentimientos y estados de ánimo del autor y de este hacia el sujeto.